# Heinrich Kunstmann (Politiker)
Heinrich K. Kunstmann (* 9. Dezember 1900 in Kirchfarrnbach; † 2. März 1964 in Hamburg) war ein deutscher Internist und rechtsradikaler Politiker (NSDAP, Deutsche Reichspartei, Deutsche Freiheitspartei).

## Leben
Während des Ersten Weltkrieges stand Kunstmann von Juni bis Dezember 1918 im Heeresdienst. 1919 gehörte er dem Freikorps Würzburg und dem Freikorps Epp an, 1920/21 war er Mitglied der Organisation Escherich (Orgesch). Von 1919 bis 1924 absolvierte Kunstmann ein Studium der Medizin und promovierte 1927 an der Universität Würzburg zum Dr. med. Danach arbeitete er bis 1934 als Wissenschaftlicher Assistent an der Medizinischen Universitätsklinik Heidelberg. Ende Februar 1934 wurde Kunstmann vorübergehend mit der Leitung der Junglehrerschaft der badischen Hochschulen betraut. Im Mai 1934 wurde er zum Honorarprofessor an der Universität Heidelberg ernannt.
Zum 1. März 1930 trat Kunstmann der NSDAP bei (Mitgliedsnummer 208.650) und gehörte des Weiteren dem NS-Ärztebund und nach dessen Gründung auch dem NS-Dozentenbund an. Bei der SA erreichte er den Rang eines SA-Sanitäts-Standartenführers. Zum Obermedizinalrat befördert, war Kunstmann von Sommer 1934 bis 1939 Ärztlicher Direktor am städtischen Krankenhaus Pforzheim. Der Nationalsozialist Kunstmann engagierte sich in der Bekennenden Kirche und war bis 1941 Vorsitzender des Landesbruderrats der Bekennenden Kirche in Württemberg. Durch den Gauleiter Karl Kaufmann wurde Kunstmann 1939 mit dem Vorhaben nach Hamburg geholt, dort ein neu zu schaffendes Ordinariat für Naturheilwesen an der Universität Hamburg zu bekleiden. Dieses Vorhaben scheiterte jedoch am Widerstand der medizinischen Fakultät der Universität Hamburg sowie aus finanziellen Gründen. Stattdessen übernahm er 1939 in Hamburg-Friedrichsberg die Leitung eines Krankenhauses, um eine Einrichtung für Naturheilverfahren zu etablieren (Gerhard-Wagner-Krankenhaus). Ab Juni 1939 war er Beiratsmitglied der Gesellschaft für Naturgemäße Lebens- und Heilweise. Zudem gab er die medizinische Fachzeitschrift Hippokrates, Wochenschrift für neue deutsche Heilkunde heraus.

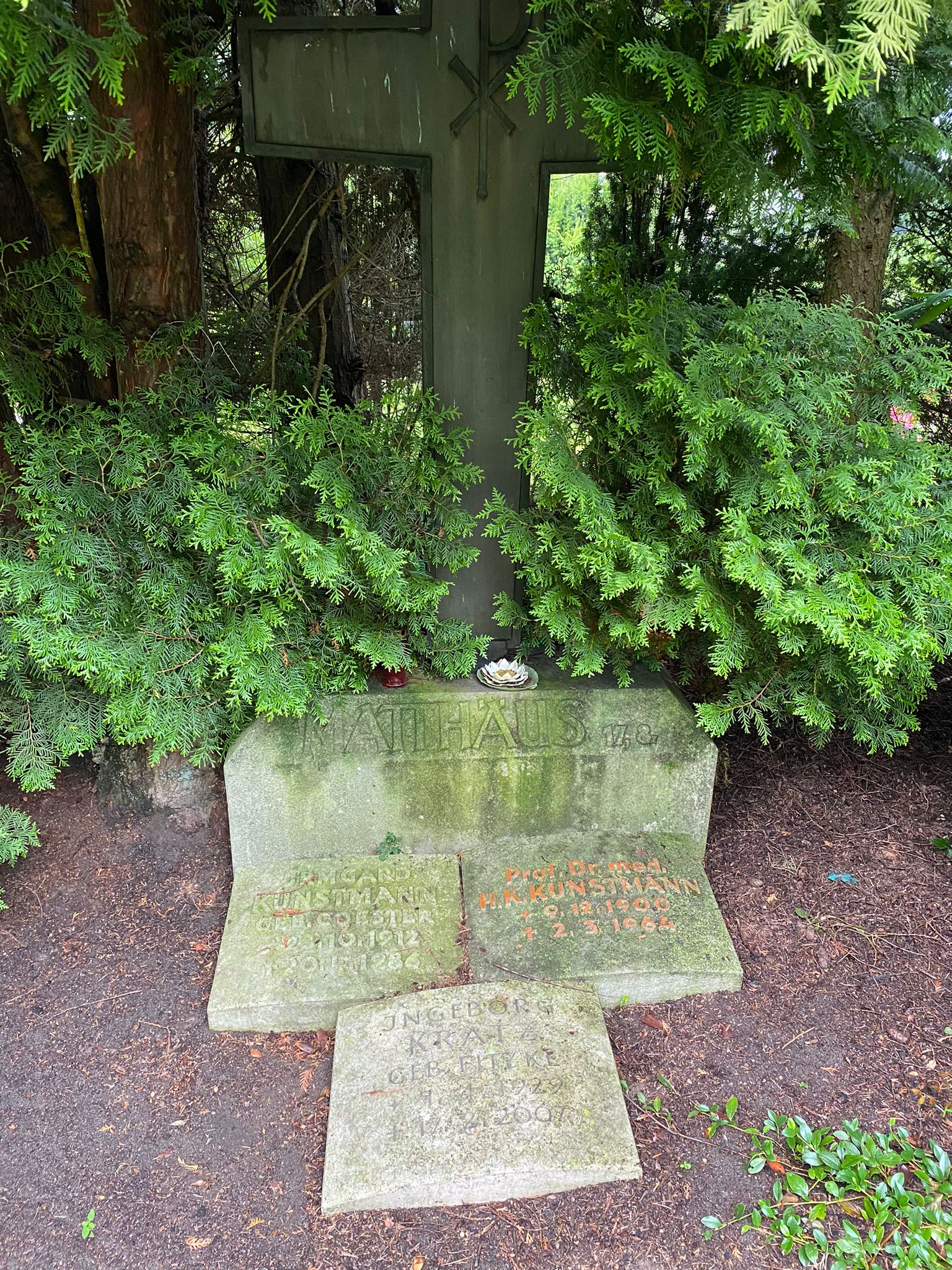
Grabstätte auf dem Friedhof Bergstedt

Nach dem Ende des Zweiten Weltkrieges wurde Kunstmann durch die britische Besatzungsmacht aus dem Amt entlassen und interniert. Der NS-Filmemacher Fritz Hippler charakterisierte Kunstmann später wie folgt: „Uraltnazi [...] Im Internierungslager sah ich ihn wieder, ungebrochen, bibelfest und judenfeindlich“. Seit 1946 war er Chefarzt am Amalie-Sieveking-Krankenhaus in Hamburg und entwickelte sich zu einem der aktivsten rechtsradikalen Politiker der Nachkriegszeit. Er wurde schließlich Direktor des Rautenberg-Krankenhauses in Hamburg. Als Sprechstundenhilfe arbeitete für ihn Ingeborg Dönitz, die Ehefrau des ehemaligen Großadmirals Karl Dönitz.
Er gehörte ab 1951 dem Herrenclub in Hamburg an, der von dem ehemals hochrangigen NS-Funktionär und nun unter Kunstmann als Assistenzarzt arbeitenden Gustav Adolf Scheel initiiert wurde. In dem Herrenclub, der in enger Verbindung zum Naumann-Kreis stand, sammelten sich Altnazis und trafen sich zu Diskussionsrunden. Kunstmann wurde Mitglied der Deutschen Reichspartei (DRP), für die er auf der Landesliste Hamburg zu den Bundestagswahlen 1953, 1957 und 1961 erfolglos antrat. Er bekleidete ab 1955 in deren Hamburger Verband sowie auf Bundesebene mehrere Vorstandsposten. Von 1960 bis 1961 übernahm er den Bundesvorsitz der DRP. Nach gescheiterter Wiederwahl wurde sein Nachfolger Adolf von Thadden. Aufgrund innerparteilicher Differenzen schied Kunstmann aus der DRP aus und begründete 1962 die Deutsche Freiheitspartei (DFP) mit, deren Vorsitz er auch übernahm. Die DFP war später an der Gründung der Aktionsgemeinschaft Unabhängiger Deutscher beteiligt.
Kunstmann praktizierte schließlich in Hamburg als niedergelassener Arzt für Naturheilkunde am Steindamm. Er gehörte der Evangelischen Synode in Hamburg an.
Heinrich Kunstmann wurde auf dem Friedhof Bergstedt beigesetzt.